# Mycalesis transfasciata
Mycalesis transfasciata är en fjärilsart som beskrevs av Gustaaf Hulstaert 1924. Mycalesis transfasciata ingår i släktet Mycalesis och familjen praktfjärilar. Inga underarter finns listade i Catalogue of Life.